# Кройдон (боро)
Кро́йдон (англ. London Borough of Croydon) — боро на півдні Лондона.

## Історія
Як боро Кройдон було утворений 1 квітня 1965 року на території 87 км² з району Суррея Кройдона та міського району Коулдон і Перли. У свою чергу боро ділиться на 24 виборних ділянки.

## Географія
Боро межує з Ламбетом і Саутерком на півночі, Бромлі на сході, Мертоном і Саттоном на заході.

## Населення
Населення — 341,8 тис. осіб (2008), що робить його найбільш населеним боро Лондона і 12-13 з 326 округом (адміністративною одиницею другого порядку) Англії. Кройдон є економічно розвиненим районом, що тягне приплив мігрантів. Білі становлять 72 % населення (в Англії в середньому 92 %), темношкіре населення — 13 %, вихідці з Азії — близько 11 %.